# Schloss Moncel

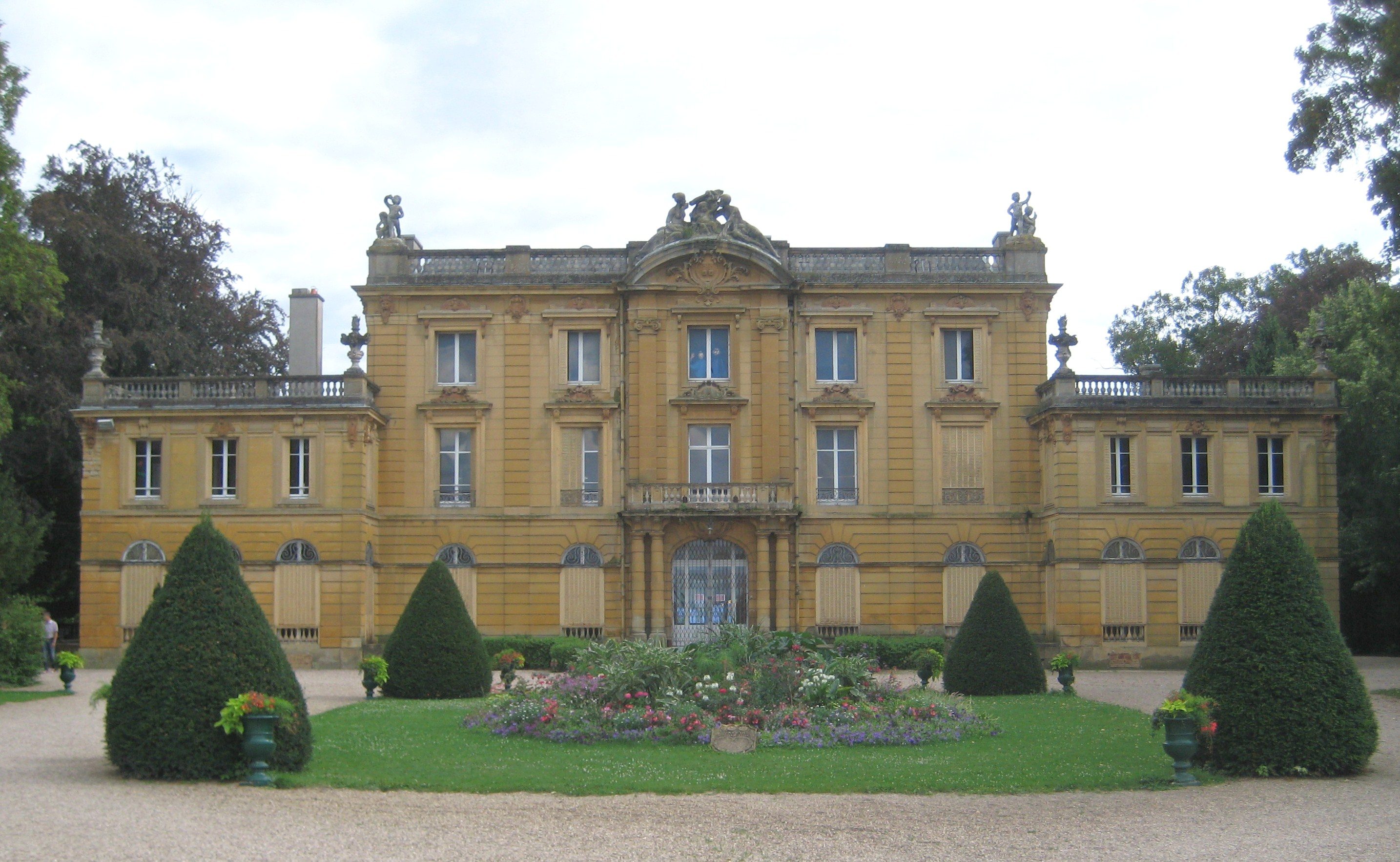
Eingangsfassade an der Nordseite des Schlosses

Das Schloss Moncel (französisch Château de Moncel) ist ein barockes Schloss im Süden der französischen Gemeinde Jarny im Département Meurthe-et-Moselle (Region Grand Est). Es geht auf eine mittelalterliche Burg zurück, erhielt sein heutiges Aussehen aber erst zu Beginn des 20. Jahrhunderts. Seit 1980 gehört das Anwesen der Gemeinde Jarny, die Schlossgebäude werden seitdem von verschiedenen Vereinen und Organisationen für Ausstellungen und Veranstaltungen genutzt. Der Schlosspark ist ganzjährig für Besucher geöffnet, der Eintritt ist kostenlos.

## Geschichte
Ein Vorgängerbau des heutigen Schlosses wurde bereits im 13. Jahrhundert erwähnt. Zu jener Zeit war es aller Wahrscheinlichkeit nach eine befestigte, durch Gräben geschützte Burg mit Zugbrücke. Für das Jahr 1277 ist Heinrich V., Graf von Luxemburg, als Besitzer überliefert. Ihren Namen erhielt die Anlage von einem späteren Besitzer, dem Ritter Guerrin de Moncel, dem die Burg 1288 gehörte. Seine Familie behielt sie bis zum Jahr 1342, als der Graf Heinrich IV. von Bar neuer Eigentümer wurde. Aber dieser blieb nicht lange Burgherr, denn schon drei Jahre später gehörte sie Jean dʼApremont und Yolande von Bar. Weitere Besitzerwechsel folgten während des Mittelalters und der Frühen Neuzeit. So gehörte Moncel 1378 Pierre de Moncel, 1536 Jean de Jaulny, 1565 Jean Clément de Doncourt und Hubert de Dieulx, 1625 Antoine Bertrand d’Amermont und 1666 schließlich einem Mitglied der Familie Filquemont. Im Jahr 1724 ist das Anwesen Eigentum des Grafen von Gournay.
Die Anlage überstand die Französische Revolution unbeschadet. 1822 erwarb der Großgrundbesitzer Émile Jean Didier Bouchotte das derweil heruntergekommene Anwesen und machte sich an den Wiederaufbau. Er setze nicht nur ruinöse Gebäude instand, sondern rekultivierte auch die dazugehörenden 400 Hektar Landbesitz. Als sich Bouchottes Interessen von der Landwirtschaft ab- und der Politik zuwandten, verkaufte er 1831 Moncel an Henri de Redon. Dieser vergrößerte den Besitz durch Ankäufe von Land und Gebäuden in der Nachbarschaft. Henris Enkel ließ um 1905/1906 am Wohnbau des Schlosses (Logis) durchgreifende Veränderungen vornehmen und dem bis dahin rechteckigen Gebäude an dessen Stirnseiten zwei kurze Seitenflügel anbauen. Es erhielt damit sein heutiges Aussehen, das von der Architektur des Schlosses Versailles und des Place Stanislas in Nancy inspiriert ist.

Besuch Paul von Hindenburgs im Schloss Moncel im Juni 1917

Im Jahr 1909 verkauften die Erben der Familie de Redon das Schloss an das Unternehmen Schneider & Cie., das ein Eisenbergwerk im nur ein Kilometer entfernten Droitaumont betrieb. Das Logis diente nachfolgend als Wohnung für die Bergwerksdirektoren und -ingenieure. Während des Ersten Weltkriegs besetzten deutsche Truppen das nahe der deutsch-französischen Front gelegene Anwesen am 23. August 1914 und nutzten es als Hauptquartier der Armee-Abteilung C sowie als Lazarett, das im Schlosskeller untergebracht wurde. Während der Zeit der Besatzung stattete der deutsche Kaiser Wilhelm II. dem Schloss am 21. Septembre 1915 einen Besuch ab, ebenso wie der Chef des Generalstabs des deutschen Heeres, Paul von Hindenburg, der dort im Juni 1917 zu Gast war.
Nach Schließung der Eisenmine im Jahr 1967 stand das Schloss eine Zeit lang leer, ehe es zum Verkauf angeboten wurde. Im Dezember 1979 wurde bekannt, dass sich eine Sekte für das Anwesen interessierte, woraufhin Volksvertreter den Verkauf zu verhindern versuchten. Schließlich erwarb die Gemeinde Jarny das Schloss und seinen angrenzenden Park am 28. Mai 1980. Investitionen in Höhe von etwa 180.000 Euro folgten, um die Gebäude der Anlage zu sichern und nutzbar zu machen. Seit einigen Jahren ist in den Schlossgebäuden das „Maison de l’Environnement“ untergebracht, das diverse Jugend- und Umweltorganisationen sowie Schulen und sonstige Institutionen für Ausstellungen, Workshops, Tagungen, Unterrichtsveranstaltungen, Feiern und ähnliche Events nutzen.

## Beschreibung
Die Schlossanlage besteht aus einem Hauptgebäude zu herrschaftlichen Wohnzwecken und Wirtschaftsgebäuden mit dem ehemaligen Taubenturm, die nordöstlich des Wohnbaus stehen. Den Gebäuden schließt sich südlich ein landschaftlich gestalteter Schlosspark an.
Das dreiflügelige Hauptgebäude besteht aus dem dreigeschossigen Mitteltrakt und sich im Osten und Westen anschließenden zweigeschossigen Seitenflügeln. Alle Trakte sind von einem flachen Walmdach mit Schieferdeckung abgeschlossen. Der mittlere Teil des Gebäudes ist durch Fenster in fünf Achsen unterteilt, die niedrigeren Seitenflügel weisen jeweils nur drei Fensterachsen auf. Die Erdgeschosse des Mauerwerks aus Kalkstein sind rustiziert und haben Rundbogenfenster. Hingegen besitzen die Obergeschosse große Rechteckfenster mit skulptierten Vergiebelungen. Die Mitte des Gebäudes ist durch einen Risalit besonders betont, der auf Dachhöhe von einem Rundbogengiebel mit dem Wappen der Familie de Redon abgeschlossen ist. Auf ihm sitzt eine steinerne Figurengruppe als Allegorie auf die Familie. Im Erdgeschoss des Mittelrisalits befindet sich das Hauptportal des Schlosses. Es ist von Doppelsäulen flankiert, die einen schmalen Balkon mit Steinbalustrade tragen. Über den Traufgesimsen der drei Gebäudeflügel erheben sich ebenfalls Balustraden, dort sind ihre Ecke mit Putten und Flammentöpfen besetzt.
Im Inneren des Schlosses hat sich in dessen Keller eine künstlerische Kuriosität erhalten: Fresken in Form von Tieren und Fantasiegestalten, aber auch florale Muster. Sie zieren die dortigen Wände und Gewölbedecken seit dem Jahr 1915, als ein künstlerisch begabter Adjutant der deutschen Armee die Kellerräume, die zu jener Zeit als Lazarett genutzt wurden, mit seinen Malereien verschönerte. Gleichermaßen erhalten sind die aufwändig gestalteten Wand- und Deckenmalereien in der Schlosskapelle, deren Einrichtung darauf zurückgeht, dass früher einmal der Pfarrer von Conflans-en-Jarnisy die Grundherrschaft über Moncel ausübte.

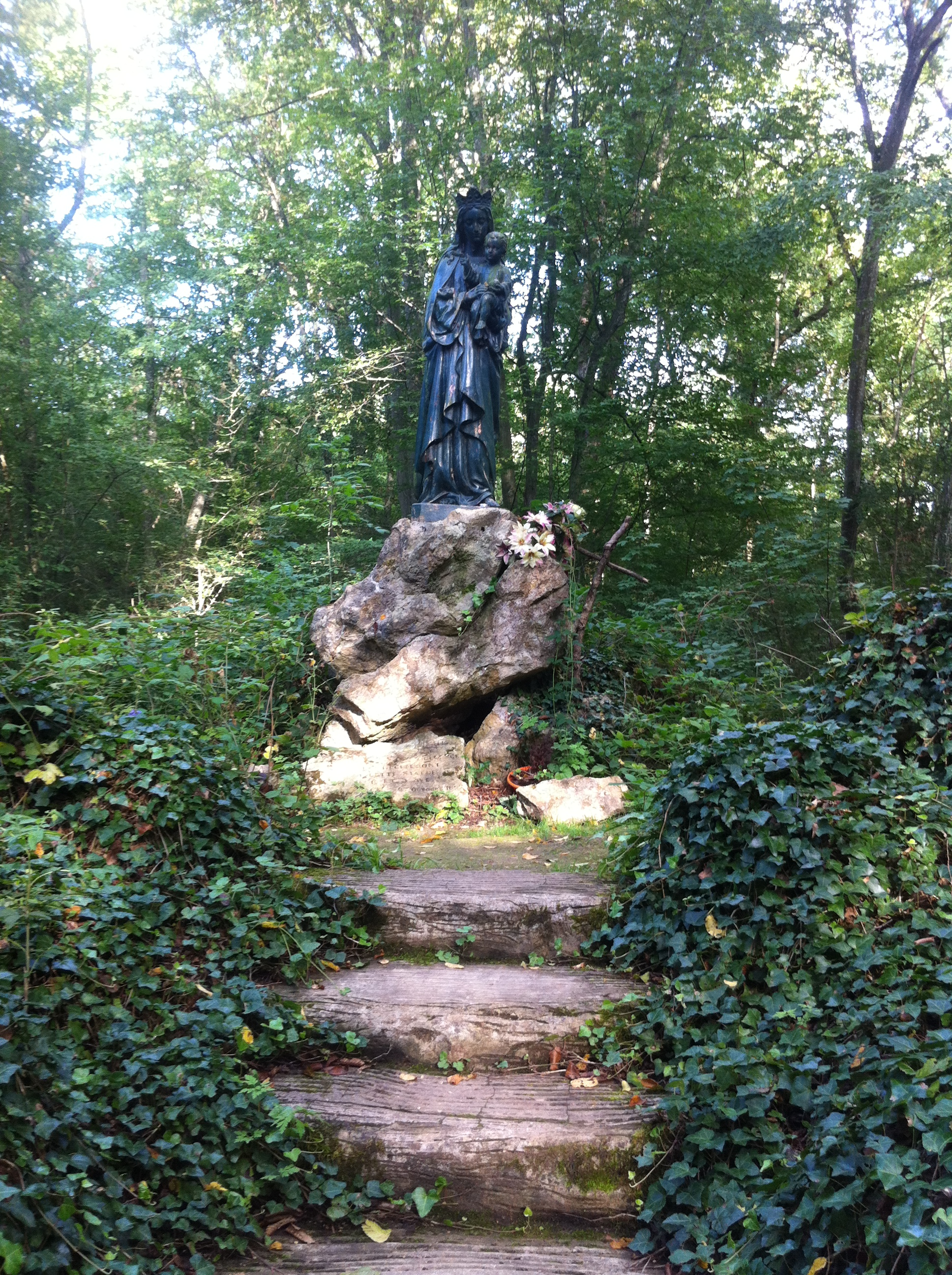
Madonna im Schlosspark

Der sich dem Schloss anschließende Landschaftspark bedeckt eine Fläche von 17 Hektar. Er entstand in der Zeit, als Émile Jean Didier Bouchotte Schlossherr war, und wurde durch Henri de Redon nochmals verändert. Heute durchziehen gewundene Spazierwege den mit drei Teichen, einer künstlichen Insel sowie einer künstlichen Grotte ausgestatteten Schlosspark. Die Gemeinde Jarny hat ihn seit ihrem Kauf Anfang der 1980er Jahre allmählich und behutsam zu einem Erholungs- und Freizeitareal umgestaltet. Es wurden Spielplätze, ein Beachvolleyball-Feld, eine Minigolfanlage und ein kleiner Fußballplatz darin angelegt. Im Schlosspark steht eine Madonnenstatue, die im Jahr 1892 durch den Bischof von Nancy eingeweiht wurde. Hohlräume im Felsen, auf dem die Madonna steht, waren ursprünglich einmal dafür vorgesehen, vorübergehend die Särge von Kriegsopfern aus dem Ersten Weltkrieg aufzunehmen. Heute sind sie jedoch vermauert.